# Kukulcan

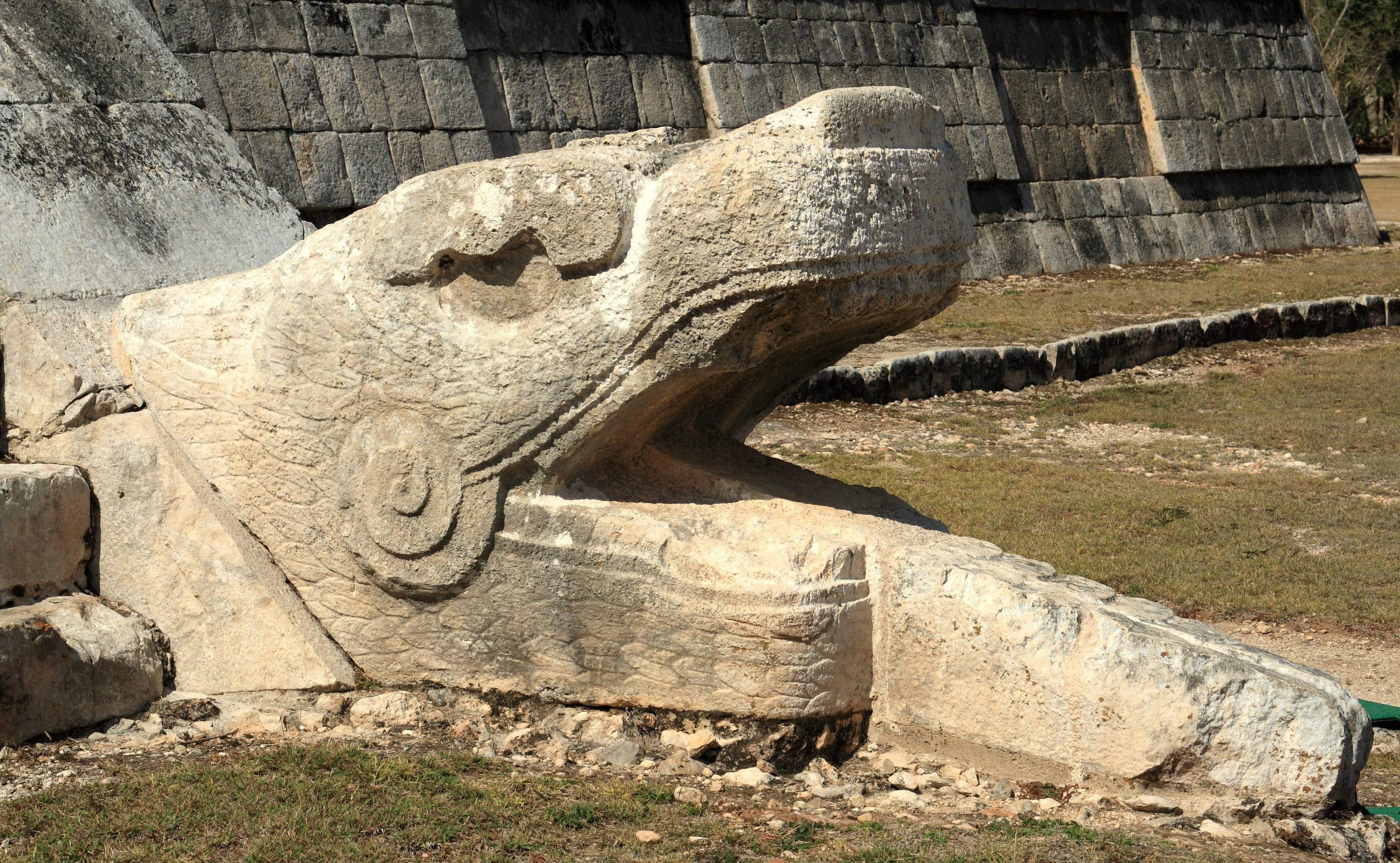
Kukulcán uitgebeeld als gevederde slang in El Castillo, Chichén Itzá, Mexico

Kukulcan (Yucateeks: K'uk'ul Kaan, Spaans: Kukulcán, Nederlands: Gevederde Slang) was de Slangen God van de Maya's. Kukulcan is de Yucateekse naam van de god, de K'iche' kenden hem als Gukumatz en de Tzotzil als K'uk'ul-chon. Het Azteekse equivalent van Kukulcan is Quetzalcoatl.
El Castillo, de piramide van Kukulcán, het heiligdom aan hem gewijd, is de grootste en belangrijkste piramide in Chichén Itzá. Het volgende gebed tot de Gevederde Slang is overgeleverd: "O machtige god die hemelslang en [wereld]bewaarder zijt, wil afdalen tot uw rijksgroten en hen omwikkelen met uw vederpracht!"